# Steve Scott
Steve Scott, född den 5 maj 1956, är en amerikansk före detta friidrottare som tävlade i medeldistanslöpning.
Scott deltog vid det första världsmästerskapet 1983 där han blev silvermedaljör på 1 500 meter. Han var även i final vid Olympiska sommarspelen 1984 där han blev tia. Vidare blev han tolva vid VM 1987 i Rom.

## Personliga rekord
- 1 500 meter - 3.31,76 från 1985